# Nigel Vinson, Baron Vinson
Nigel Vinson, Baron Vinson, LVO, DL (* 27. Januar 1931) ist ein britischer Unternehmer, Wirtschaftsmanager und Politiker der Conservative Party, der seit 1985 als Life Peer Mitglied des House of Lords ist.

## Leben

### Unternehmer und Manager in der Privatwirtschaft
Nach dem Besuch des Pangbourne Nautical College trat Vinson 1948 als Second Lieutenant des Queen’s Royal Regiment (West Surrey) in die British Army ein und wurde dort bei seiner Entlassung 1950 zum Lieutenant befördert.
1952 gründete er in Guildford ein kleines Unternehmen in der Plastik- und Kunststoffindustrie, das 1969 1000 Beschäftigte hatte und 1971 mit dem Queen’s Award for Industry ausgezeichnet wurde. In der Folgezeit engagierte er sich in zahlreichen Berufsverbänden und Organisationen und war unter anderem zwischen 1971 und 1977 Mitglied des Beratungskomitees für das Kunsthandwerk (Crafts Advisory Committee) sowie von 1973 bis 1980 des Designrates. Daneben war er zwischen 1973 und 1980 Vorstandsmitglied von BAA Limited und gehörte im Juni 1974 zu den Mitgründern der Denkfabrik Centre for Policy Studies (CPS), für die er bis 1980 tätig war.
Innerhalb des britischen Arbeitgeberverbandes Confederation of British Industry (CBI) ist Vinson seit 1975 Mitglied des Großrates und war von 1979 bis 1983 auch Mitglied des Präsidialrates sowie zwischen 1979 und 1984 auch stellvertretender Vorsitzender des Rates der CBI für Kleinunternehmen. Daneben fungierte er von 1979 bis 1990 als Präsident der Vereinigung für industrielle Beteiligung (Industrial Participation Association) und zwischen 1980 und 1990 als Vorsitzender der Kommission für ländliche Entwicklung (Rural Development Commission). Ferner war er von 1982 bis 1987 Vorstandsmitglied der Barclays.
Für seine Verdienste wurde er 1979 als Lieutenant des Royal Victorian Order ausgezeichnet.

### Oberhausmitglied
Am 1. Januar 1985 wurde er durch ein Letters Patent als Life Peer mit dem Titel Baron Vinson, of Roddam Dene in the County of Northumberland, in den Adelsstand erhoben. Am 7. Februar 1985 folgte seine Einführung als Mitglied des House of Lords.
Lord Vinson, der 1990 Deputy Lieutenant der Grafschaft Northumberland wurde, ist seit 1991 Mitglied der Foundation for Science and Technology. Zwischen 2000 und 2005 war er Präsident der Conservative Party von Berwick-upon-Tweed. Darüber hinaus ist er seit 2003 Trustee der Denkfabrik Institute for the Study of Civil Society (CIVITAS).